# 名古屋模型鉄道クラブ
名古屋模型鉄道クラブ（なごやもけいてつどうクラブ）は、愛知県名古屋市に拠点をおき、東海地方を中心として活動している鉄道模型の愛好家が集う組織である。通称はNMRC（Nagoya Model Railroad Club）。

## 概要
1946年（昭和21年）12月20日に「名古屋模型鉄道倶楽部」として発足。1947年（昭和22年）2月11日に第1回運転会を開催し、この日をNMRCの創立日とする。初代会長は鉄道模型界で広い知名度を持つ元ミトイ会会員の鈴木忠夫。二代目会長は日本車輌の伊藤剛。
当初はOゲージが主であったが、現在では16番ゲージの他、OJゲージ（24mm）・OOゲージ/HOゲージ（16.5mm）・HOナローゲージ/Nゲージ（9mm）での活動も行なっている。月刊の会誌『Yard』の発行のほか、例会も毎月開催されており、各種のイベントへの参加や自主展示会など活発な活動で知られている。創立30周年・40周年では記念展を名古屋市科学館で開催し、一般の人々への鉄道模型の認知度向上に寄与した。
NMRCは月刊誌『鉄道模型趣味』（TMS）との繋がりが深く、創刊時から伊藤剛（NMRC名誉会員）などのメンバーが記事を執筆している。メンバーには国鉄や名鉄、日本車輌に勤務していた人たちもおり、模型化に役立った。1997年には創立50周年を迎え、1998年にこれまでの活動をまとめた『鉄道模型趣味・名古屋特集 NMRCスペシャル』が機芸出版社から刊行された。

## 沿革[6]
クラブ設立以前
第二次世界大戦前、日本車輌の名古屋本社工場では朝鮮総督府鉄道局や南満州鉄道向けの車輌も含めた鉄道車輌を多数製造していた。その工場の塀越しに車輌を見ていたのが後のNMRC会長・荒井友光である。その後、荒井は当時の大池町にあった朝日屋で後にNMRC幹事となる日本車輌設計課勤務の池田葵一と出会って懇意となり、日本車輌へ出入りするようになる。日本車輌では模型好きの伊藤剛（後のNMRC会長）と後藤豊（ED35設計者）が応召中であった。戦争が激しくなると模型活動は中断された。
戦後はクラブ設立の気運が高まり、1946年に当時の明倫中学校講堂で模型講演会が開かれた。参加者は約100名あり、このときの名簿が後のNMRC設立に役立つことになる。クラブ設立後の最初の集会は同年12月20日に開かれ、翌1947年2月に公開運転会を開催することが決定された。
クラブ創立（1947年）
1947年2月11日に名古屋帝国大学の講堂で第1回公開運転会を行なった。レールには朝日屋とカワイ製のほかに、国電モハ63の電動機の巻線を流用した平角銅線も使用。この運転会には学生を中心に約400名が参加。また当時は中央三線式が一般的であったが、NMRCでは集電方式に第3軌条方式を採用した。
同年には松坂屋本店で開催された「おもちゃの教室展」に特別出展したほか、NMRC会員の勤務先である日本車輌や国鉄名古屋機関区の見学会を実施。また、模型車輌の図面製作記事入りの『モデルローダーズガイド』を発行した。
Oゲージ全盛期（1948年 - 1957年）
創立後しばらくの間はNMRCの例会場として国鉄名古屋鉄道管理局の会議室を借用することが多かったが、名古屋駅前の商工ホールへ移転。1949年にはOゲージ用のクラブレイアウト製作が進められた。1950年3月に完成したレイアウトは、日本車輌から譲り受けた実物の客貨車用ルーフィング材の端材を道床に使用しており、同年東山公園で開催された「子供博」に出展された。
このレイアウトは半径2mの曲線と6mの直線で構成されており、1952年の「国鉄80周年記念」行事において名古屋駅コンコース待合室に展示された際には、中央部の空間に即席で山や森を製作。森に使用された水苔を輸送するために公用の指令が発せられ、国鉄車両が使用された。
16番ゲージ・HOゲージへの移行期（1958年 - 1965年）
1958年に名鉄百貨店で「良い子のための玩具展」が開催され、NMRCも協力し、0番ゲージの車輌などを出展する。この頃になるとHOゲージの車輌もかなり多く出展されるようになっていた。1959年には松坂屋本店7階で0番ゲージの運転会を行ったが、Oゲージの公式出展はこの運転会が最後となった。5月の例会では出席者全員が16番ゲージ・HOゲージの車輌を持参するなど、ゲージの移行が進んでいくことになる。11月には国鉄90周年記念行事として毎日新聞社主催の「作品コンクールと展示会」がオリエンタル中村百貨店で開催され、NMRC会員も多数入賞した。
1962年に来日したアメリカの鉄道模型誌『モデル・レイルローダー』の主筆リン・ハンソン・ウェスコット（Linn Hanson Wescott）が『鉄道模型趣味』主筆の山崎喜陽とともに来名（4月29日）した際に名古屋市公会堂で催された歓迎の例会の様子は『モデル・レイルローダー』に掲載されている。また1964年11月に名古屋市科学館本館が開館した際には、交通部門の展示、大レイアウト設計・製作に協力。このレイアウトでは、在来線には16番ゲージを採用し、新幹線は縮尺1/70・20mmゲージとし、実物のCTC用リレーを備えていた。関水金属からNゲージが発売された1965年には、加藤清（NMRC幹事）が9mmゲージでED56を発表。これは日本で最初の9mmゲージの自作車輌と思われる。10月には名古屋市科学館で「交通の科学展」が開催され、国鉄・名鉄・近鉄・名古屋市交通局の展示にNMRCも協力し、鉄道各社との関係がより深まることとなった。
国鉄100周年前後（1966年 - 1976年）
1967年、愛知県産業貿易館で開催された「エコノミックショー」ではNMRCのHOクラブレールを貸し出し、名古屋市科学館で開催された「交通科学展 - 交通近代化へのあゆみ」ではNMRC会員のOJゲージ作品2編成を出展。
1969年5月、丸栄百貨店において、毎日新聞社・名古屋テレビ主催の「世界のりもの模型工作展」が開催され、NMRC会員の桜井比呂司が451系電車で運輸大臣賞、横井吉一がED30で国鉄名古屋管理局賞、中北好彦が名鉄3750で毎日新聞社賞を受賞。同年、第2回の全米鉄道模型協会（NMRA）日本親善旅行でNMRA会員が名古屋市科学館を訪ずれた際には、同館からの連絡により歓迎に出向いたNMRC会員がNMRAに招待され、彼らの宿泊ホテルでミーティングを行なっている。1970年には尾張温泉東海センターで「万国模型鉄道展」が開催され、NMRCは日本型を出展した。
1971年は展示会への出展が続く。丸栄百貨店模型部の「蒸気機関車大会」にはNMRC会員の作品を出展し、オリエンタル中村百貨店模型部の「世界の鉄道模型展」にはクラブレールを出展。6月になっても出品依頼が続き、東海銀行笠寺支店の「蒸気機関車展」にも協力。8月は尾張温泉で「世界の模型鉄道展」が開催され、NMRCの作品を出展。10月にオリエンタル中村百貨店から再び要請があり、「消えゆく蒸気機関車展」に協力した。1972年は国鉄100年の年であり、長島温泉で開催された「汽車ポッポ博」でNMRCは日本の蒸気機関車コーナーを担当。10月に開催された国鉄100周年記念展では中央線神領電車区での展示会と模型運転会を行ない、続いて国鉄主催で開催された松坂屋本店での展示にも参加。また、同月には名古屋市科学館でも「世界の鉄道展」が開催され、模型の展示に協力した。
クラブ創立30周年・40周年（1977年 - 1987年）
NMRC創立30周年となった1977年、名古屋市科学館で自主運営による「創立30周年記念展」を開催。同館の催事動員客数の新記録となった。なお、1978年に入ると会員の間にもNゲージが急速に普及し始める。1979年には鉄道友の会名古屋支部・NMRC主催による「ブルートレインと特急列車展」をオリエンタル中村百貨店で開催。1980年4月にはオリエンタル中村百貨店の依頼により「手作り展」の男のコーナーに出展する。製作途中の車輌も出展し、製作過程がわかる展示が一般の人々の関心を集めた。8月には、名古屋の模型業者による「モデルホビーショーナゴヤ'80」に主催者依頼でNMRC会員の作品を出展。また、「'80 NMRC FAIR」を自ら開催し、『鉄道模型趣味』の後援を得て「全国鉄道模型コンテスト」を行なった。
1984年8月に名古屋市科学館・天文館ホール1階を借りて「'84 NMRC FAIR」を開催。また、1985年には会誌『ヤード』が400号に到達。1986年7月から8月にかけて名古屋市科学館の特別展「鉄道の科学」に協力し、模型運転と展示を行なった。1987年はNMRC創立40周年を迎え、8月に開催された「NMRC40周年フェアー」には約9000名の来場者を数えている。
会誌『ヤード』500号・クラブ創立50周年（1988年 - 1997年）
1988年は松坂屋ナゴヤエキ店でJR東海誕生1周年を記念して「模型で見る日本、世界の鉄道」展が開催され、NMRCはHOゲージ・16番ゲージの車輌を375輌貸し出した。また、例会場として使用している中社会教育センターが10周年を迎えた1992年には、10月に催された記念の文化祭に参加を要請されて、NMRCの例会を公開した。
会誌『ヤード』は1993年に500号に到達。1994年7月から8月にかけて東急百貨店日本橋店で開催された日本鉄道模型連合会主催の「'94日本鉄道模型ショウ」に参加し、会長・荒井友光のトークショーが行われた。
創立50周年となった1997年。7月には日本鉄道模型連合会主催の「第17回'97日本鉄道模型ショウ」が開催され、NMRCから荒井友光（会長）・鈴木茂臣（副会長）・服部和博（幹事）らが参加、イベントの一つであるトークショー「TMS50年の歴史を語る」には荒井が出席。11月22日にはNMRCの50年の歴史を展示した特別展「鉄道模型50年の歩み」が名古屋市科学館で開催された。50年間で正会員441名、誌友137名（1997年11月現在）である。
クラブ創立60周年（1998年 - 2009年）
1998年には機芸出版社からNMRCを特集した『鉄道模型趣味・名古屋特集 NMRCスペシャル』が発行される。2007年2月で創立60周年を迎えた。

## 主な会員の雑誌,書籍等の掲載歴
主な会員の『鉄道模型趣味』（TMS）誌上での活動歴（1997年9月21日時点）
- NMRC／TMS（1950年8月号 No.23 - 1997年9月号 No.631）
- NMRC／とれいん(2022年８月号No.572）「グランシップトレインフェスタ2022報告」Part２にクラブ員が製作した、HOナロー小レイアウト１点、HO・OJの車両10点がカラーグラフで紹介された。
- 伊藤剛／TMS（1948年6月号 No.6 - 1997年3月号 No.624）
- 井上豊／TMS（1952年6月号 No.45 - 1984年12月号 No.452）
- 加藤清／TMS（1953年1月号 No.53 - 1997年7月号 No.628）
- 伊藤禮太郎／TMS（1953年1月号 No.53 - 1997年8月号 No.630）
- 荒井友光／TMS（1954年1月号 No.65 - 1997年4月号 No.625）
- 濱島猛／TMS(1974年6月号No,312)6畳ピッタリサイズの組み立て式レイアウト建設記が掲載された。
- 菅原道雄／TMS（1975年6月号 No.324 - 1989年2月号 No.511）
- 菅原道雄『鉄道模型工作技法』機芸出版社、1983年6月1日 初版発行、1996年5月 発売、ISBN 978-4905659006
- 菅原道雄『鉄道模型車両の作り方』日本放送出版協会、1977年9月20日 第1刷発行、1977年12月1日 第2刷発行
- 井上大令／とれいん(1978年4月号No.4)「名鉄電車の魅力を求めて」いもむし色の3400系
- 濱島猛／とれいん(1978年4月号No.4)「名鉄電車の魅力を求めて」サロ改造の名鉄色フリーと3800系
- 小西基之／とれいん(2022年9月号No.573）「サンフランシスコケーブルカー」（Oナロー）の製作記事が掲載された。
- 中川良一／とれいん(2022年10月号No.574）「札幌市交通局A1200形」（1/80 G:16.5）の製作記事が掲載された。